# Eddingtonova medalja
Eddingtonova medalja (angleško Eddington Medal) je znanstvena nagrada, ki jo podeljuje Kraljeva astronomska družba iz Londona za raziskave izjemne vrednosti v teoretični astrofiziki. Imenuje se po siru Arthurju Stanleyu Eddingtonu. Prvič so jo podelili leta 1953. Frekvenca podeljevanja se je z leti spreminjala in je bila podeljevana enkrat vsako leto, dve ali vsake tri leta. Od leta 2013 jo podeljujejo vsakoletno.

## Prejemniki
Dosedanji nagrajenci so (vir je  kjer ni drugače navedeno):
- 2023 Monika Mościbrodzka
- 2022 Alan Heavens
- 2021 Hiranya Peiris
- 2020 Steven Balbus
- 2019 Bernard F. Schutz
- 2018 Claudia Maraston
- 2017 Cathie Clarke[2]
- 2016 Anthony Raymond Bell[3]
- 2015 Rašid Alijevič Sjunjajev[4]
- 2014 Andrew Robert King[5]
- 2013 James Binney[6]
- 2011 Gilles Chabrier[7]
- 2009 James Edward Pringle[8]
- 2007 Igor Dimitrijevič Novikov[9]
- 2005 Rudolf Kippenhahn[10]
- 2002 Douglas Owen Gough[11]
- 1999 Roger David Blandford
- 1996 Alan Harvey Guth
- 1993 Leon Mestel[12]
- 1990 Icko Iben[13]
- 1987 Bohdan Paczyński[14]
- 1984 Donald Lynden-Bell[15]
- 1981 Philip James Edwin Peebles[16]
- 1978 William Alfred Fowler[17]
- 1975 Stephen Hawking, Roger Penrose[18]
- 1972 Paul Ledoux[19]
- 1971 Desmond George King-Hele[20]
- 1970 Kuširo Hajaši[21]
- 1969 Antony Hewish[22]
- 1968 Robert Hanbury Brown, Richard Q. Twiss[23]
- 1967 Robert Frederick Christy[24]
- 1966 Rupert Wildt[25]
- 1965 Robert Pound, Glen Anderson Rebka[26]
- 1964 Herbert Friedman, Richard Tousey[27]
- 1963 Allan Rex Sandage, Martin Schwarzschild[28]
- 1962 André Lallemand[29]
- 1961 Hans Albrecht Bethe[30]
- 1960 Robert d'Escourt Atkinson[31]
- 1959 James Stanley Hey[32]
- 1958 Horace Welcome Babcock[33]
- 1955 Hendrik Christoffel van de Hulst[34]
- 1953 Georges Lemaître[35]